# ФК Елимай
ФК „Елимай“ (на казахски: Елімай футбол клубы) е казахстански футболен клуб от град Семей.
Клубът е основан през 2022 г. със същото име на разформирования през 2016 година „Спартак“. През 2023 печели Първата лига на Казахстан и печели промоция за Висшата лига, където прави дебюта си през 2024 г. и завършва успешно на 5-то място в първия си сезон.
Въпреки по раншното заявяване за възраждането на клуба, през декември 2022 на среща със запалянковците в Семей, учредителите на клуба начело със Серик Байгалиев заявява, че новообразувания „Елимай“ не се явява пряк наследник на „Спартак“, а е създаден като ново юридическо лице.

## Успехи
Казахстан
- Висша лига:
  - 5-то място (1): 2024

- Купа на Казахстан:
  - 1/2 финалист (1): 2024

- Първа лига на Казахстан 
  -  Шампион (1): 2023

### Предишни имена
| Години | Име     |
| ------ | ------- |
| 2022   | Спартак |
| 2022 – | Елимай  |